# David S. Broder
David Salzer Broder (Chicago Heights, Illinois, 11 de septiembre de 1929 - Condado de Arlington, Virginia, 9 de marzo de 2011) fue un periodista estadounidense, ganador del Premio Pulitzer, asociado con el periódico The Washington Post, fue escritor, presentador de televisión y profesor universitario. Durante medio siglo, informó sobre todas las campañas presidenciales, comenzando con el duelo electoral Kennedy-Nixon en 1960. El presidente Barack Obama lo distinguió como "el comentarista político más respetado e incisivo de su generación".

## Artículos seleccionados
- "Independence Days," WAPO, 21 de septiembre de 2006, page A25.